# Air Tractor AT-400
Air Tractor AT-400 je rodina amerických zemědělských letounů, jejíž první prototyp vzlétl v září 1979. Typový certifikát byl společnosti Air Tractor Inc. udělen v dubnu 1980. Jedná se o dolnoplošníky s pevným záďovým podvozkem a s nádrží na rozprašované látky umístěnou mezi protipožární přepážkou motoru a kokpitem. 

## Varianty

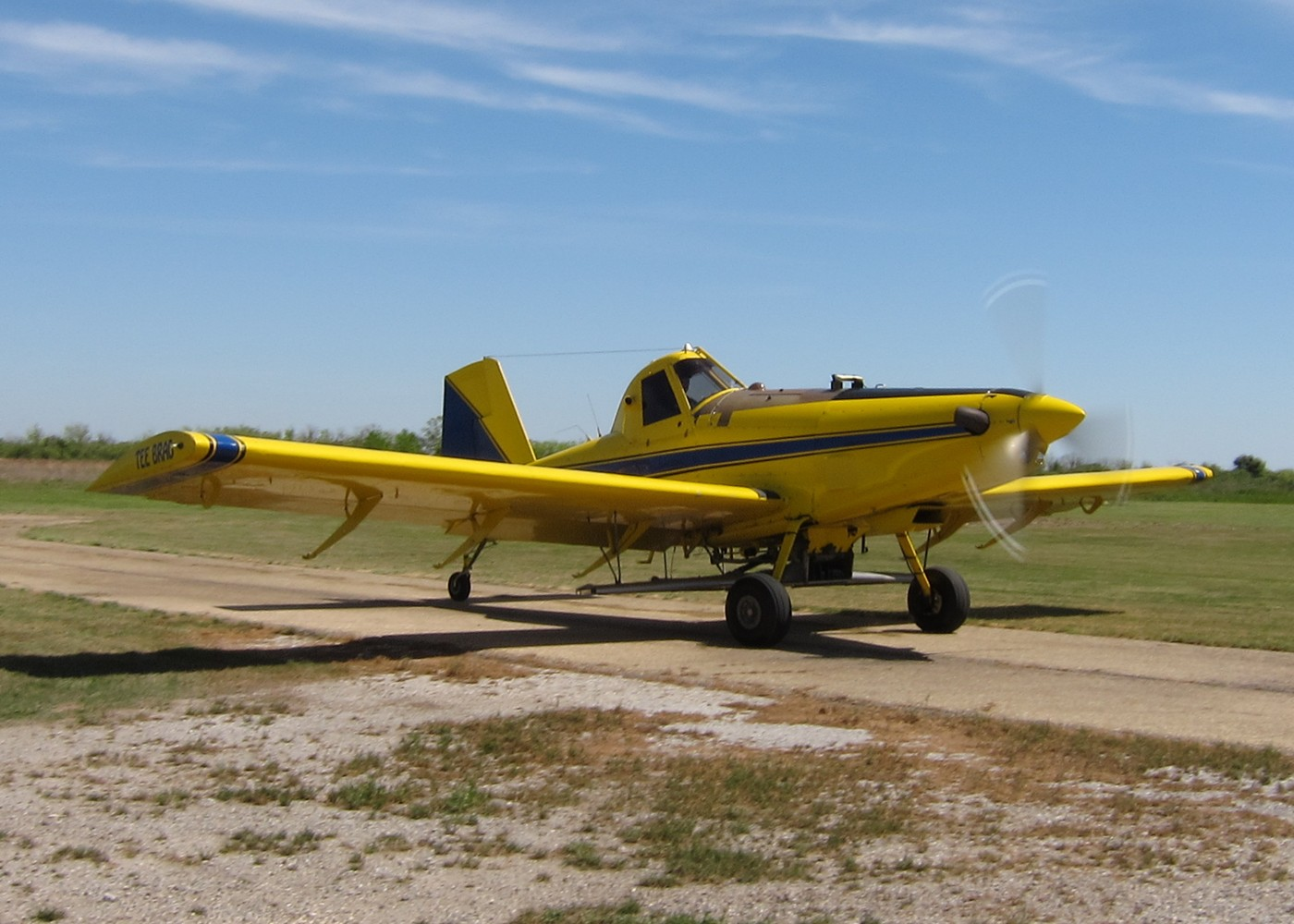
AT-400 na polní VPD

AT-400
AT-301 s turbovrtulovým motorem Pratt & Whitney Canada PT6A-15AG o výkonu 680 shp (507 kW), nádrží na 400 amerických galonů (1 510 l) chemikálie a křídly s rozpětím 45 stop a 1¼ palce (13,75 m). Postaveno 72 kusů.
AT-400A - AT-400 s motorem Pratt & Whitney Canada PT6A-20 o výkonu 550 hp (410 kW). Postaveno 14 kusů.
AT-401
AT-301 s křídly o delším rozpětí a nádrží na 400 galonů chemikálie, poháněný hvězdicovým motorem Pratt & Whitney R-1340 o výkonu 600 hp (447 kW). Postaveno 168 kusů.
AT-401A - AT-401 s motorem PZL-3S. Postaven 1 kus.
AT-401B - modifikovaný AT-401 s rozpětím dále zvýšeným na 51 stop a 1¼ palce (15,57 m) a upravenými konci křídla. Do prosince 2001 vyrobeno 69 kusů.
AT-402
AT-401 s turbovrtulovým motorem Pratt & Whitney Canada PT6A-15. Postaveno 68 kusů.
AT-402A - ekonomická verze AT-401B s motorem Pratt & Whitney Canada PT6A-20. Do prosince 2001 postaveny 103 kusy.
AT-402B - modernizovaný AT-402 s křídly z AT-401B. Do prosince 2001 vyroben 31 kus.

## Specifikace (AT-401)
Údaje podle

### Technické údaje
- Osádka: 1 (pilot)
- Kapacita: 400 amerických galonů (1 510 l) tekuté chemikálie
- Délka: 8,23 m (27 stop)
- Rozpětí: 14,97 m (49 stop a 1¼ palce)
- Výška: 2,59 m (8 stop a 6 palců)
- Nosná plocha: 27,31 m² (294 čtverečních stop)
- Štíhlost křídla: 8,20:1
- Prázdná hmotnost: 1 875 kg (4 135 liber)
- Vzletová hmotnost: 3 565 kg (7 860 lb)
- Pohonná jednotka: 1 × vzduchem chlazený hvězdicový motor Pratt & Whitney R-1340
- Výkon pohonné jednotky: 600 shp (447 kW)

### Výkony
- Maximální rychlost: 251 km/h (156 mph) na úrovni mořské hladiny
- Cestovní rychlost: 230 km/h (143 mph) ve výšce 1 220 m (5 000 stop)
- Pádová rychlost: 99 km/h (61 mph)[p 1]
- Dolet: 1 014 km (630 mil)
- Stoupavost: 5,6 m/s (1 100 stop za minutu)